# Ни поездов, ни самолётов
«Ни поездо́в, ни самолётов» (англ. No Trains No Planes) — художественный фильм нидерландского режиссёра Йоса Стеллинга, снятый в 1999 году по совместному с Хансом Хеесеном сценарию.

## Сюжет
Сценарий к фильму основан на новелле Жана-Поля Франссенса «Мир братьев» («Роскошь по-братски»).
Действие фильма происходит в маленьком кафе на привокзальной площади и умещается в один день. Когда Херард, один из постоянных посетителей, появляется в кафе, чтобы сообщить, что уезжает, привычное течение жизни кафе вдруг нарушается. В течение нескольких часов происходит масса событий, обнажающих сущности людей, их слепоту ко всем кроме себя, и многие из которых носят драматический и губительный характер.

## Критика
В этом фильме, в отличие от немногословных фильмов Йоса Стеллинга, появляются развёрнутые диалоги. Но и на этот раз режиссёр демонстрирует незначительность слов.

## Актёры
- Дирк ван Дейк (нидерл. Dirk van Dijck) — Херард
- Катя Схюрман (Катя Схюрман) — Рита
- Кеес Принс (Kees Prins) — Жак
- Пир Маскини (Peer Mascini) — Бенни

## Награды и номинации

### Награды
- 1999 год — гран-при VII международного фестиваля игрового кино «Фестиваль фестивалей» в Санкт-Петербурге

### Номинации
- 1999 год — номинация на премию «Golden Calf» Нидерландского кинофестиваля в категории «Лучший актёр» (Дирк Ван Дейк)
- 1999 год — номинация на премию «Golden Calf» Нидерландского кинофестиваля в категории «Лучший сценарий» (Ханс Хеесен, Йос Стеллинг)